# Wspólnota administracyjna Marktbreit
Wspólnota administracyjna Marktbreit – wspólnota administracyjna (niem. Verwaltungsgemeinschaft) w Niemczech, w kraju związkowym Bawaria, w rejencji Dolna Frankonia, w regionie Würzburg, w powiecie Kitzingen. Siedziba wspólnoty znajduje się w mieście Marktbreit. Powstała 1 maja 1978.
Wspólnota administracyjna zrzesza dwie gminy miejskie (Stadt), dwie gminy targowe (Markt) oraz dwie gminy wiejskie (Gemeinde): 
- Marktbreit, miasto, 3 651 mieszkańców, 20,15 km²
- Marktsteft, miasto, 1 816 mieszkańców, 10,51 km²
- Martinsheim, 1 873 mieszkańców, 23,22 km²
- Obernbreit, gmina targowa, 1 712 mieszkańców, 9,82 km²
- Segnitz, 834 mieszkańców, 2,76 km²
- Seinsheim, gmina targowa 1 036 mieszkańców, 17,52 km²